# Václav Sedláček (politik)
Václav Sedláček (17. září 1878 Předklášteří – 4. února 1972), byl československý politik a meziválečný poslanec Národního shromáždění za Československou stranu lidovou.

## Biografie
Původním povoláním byl krejčovským dělníkem. Později se osamostatnil a stal ředitelem krejčovského družstva v Brně. Od roku 1896 byl členem Moravsko-slezské křesťansko-sociální strany. Jako dělník spoluzaložil odborovou organizaci křesťanskosociálního dělnictva. Jako živnostník organizoval výrobní a hospodářská družstva a ustavil Svaz křesťansko-sociálních živnostníků českoslovanských, v jehož čele po mnoho let stál (později působil jako říšský předseda organizace lidových živnostníků a obchodníků). V letech 1919–1938 zastával post člena výkonného výboru ČSL.
V letech 1918–1920 zasedal v Revolučním národním shromáždění. V parlamentních volbách v roce 1920 získal poslanecké křeslo v Národním shromáždění. Mandát v parlamentních volbách v roce 1925 obhájil a do parlamentu se dostal znovu po parlamentních volbách v roce 1929 a parlamentních volbách v roce 1935. Poslanecký post si oficiálně podržel do formálního zrušení parlamentu roku 1939, přičemž krátce předtím ještě v prosinci 1938 přestoupil do nově vzniklé Strany národní jednoty.
Roku 1924 se uvádí jako ředitel zemského výrobního družstva kožešníků v Brně a předseda říšského svazu křesťansko sociálního živnostníků československých. Podle údajů k roku 1935 byl profesí krejčím a viceprezidentem obchodní komory. Bydlel v Brně.
Za druhé světové války byl roku 1942 jmenován velitelem protiletecké ochrany města Brna. Po válce se zcela stáhl z veřejného a politického života. Od roku 1948 žil v Tišnově jako důchodce. Počátkem 70. let se měl odstěhovat do Trocnova v jižních Čechách, kde se jeho stopy v dostupných pramenech ztrácejí.